# The First Blast of the Trumpet Against the Monstruous Regiment of Women
The First Blast of the Trumpet Against the Monstruous Regiment of Women (Le premier coup de trompette contre le monstrueux régiment de femmes) est un ouvrage polémique du réformateur écossais John Knox, publié en 1558. Il attaque les femmes monarques, arguant que le gouvernement des femmes est contraire à la Bible.

## Contexte
Après avoir critiqué la place des femmes à la tête de l’Écosse et de l'Angleterre, John Knox est convoqué en Écosse où il doit être jugé pour hérésie. Mary Stuart fait annuler l'audience et en 1557, il est invité à revenir prêcher en Écosse. À son arrivée à Dieppe, il apprend que l'invitation a été annulée. Frustré, Knox écrit anonymement The First Blast of the Trumpet Against the Monstruous Regiment of Women. L'ouvrage est publié anonymement en 1558 avec l'aide de Jean Crespin,,.

## Contenu
Knox estime que lorsqu’une femme dirigeait une société, cela va à l’encontre de l’ordre naturel des choses,. Il cible spécifiquement Marie Ire et le fait qu'elle ne se soumette pas à l'autorité d'un homme.
Le First Blast cherche à réfuter l'argumentation de Jean Calvin, qui estime qu'il est acceptable qu'une femme règne si la situation l'exige.
Knox exprime l'intention d'écrire un Second Blast et un Third Blast, mais après les réactions au premier tome, il abandonne le projet.
Sa polémique contre les femmes dirigeantes a des conséquences négatives pour lui lorsqu'Elizabeth I succède à sa demi-sœur. Elle empêche l'implication directe de Knox dans la cause protestante en Angleterre après 1559> et lui refuse l'entrée en Angleterre.

## Réactions
Knox est soutenu par Christopher Goodman (en), Anthony Gilby (en), Jean Bodin, George Buchanan, François Hotman et Montaigne.
Il est critiqué notamment par John Aylmer, Matthew Parker, John Foxe, Laurence Humphrey, Edmund Spenser et John Lesley. Jean Calvin et Théodore de Bèze font même interdire la vente de l'ouvrage.

## Postérité
Vers le XXe siècle, le titre de l'œuvre devient un cliché ironique populaire dans la littérature et l'art féministes. Il inspire notamment le roman Le Régiment monstrueux de Terry Pratchett,,.